# Walkhof
Walkhof ist ein Gemeindeteil der Gemeinde Wilburgstetten im Landkreis Ansbach (Mittelfranken, Bayern). Walkhof liegt in der Gemarkung Knittelsbach.

## Geographie
Die Einöde liegt am linken Ufer der Wörnitz. Im Südwesten grenzt das Gewerbegebiet von Wilburgstetten an, im Norden ein sumpfiges Gebiet mit einigen Weihern. Der Ort liegt an der Bundesstraße 25, die nach Wilburgstetten (2,1 km südöstlich) bzw. an der Walkmühle vorbei nach Knittelsbach führt (1,3 km nordwestlich).

## Geschichte
Walkhof wurde 1925 auf dem Gemeindegebiet von Knittelsbach gegründet. Am 1. April 1971 wurde der Ort im Zuge der Gebietsreform in Bayern nach Wilburgstetten eingegliedert.

### Einwohnerentwicklung
| Jahr        | 001950 | 001961 | 001970 | 001987 |
| Einwohner   | 7      | 2      | 1      | 0      |
| Wohngebäude | 1      | 1      |        | 1      |
| Quelle      | [ 7 ]  | [ 8 ]  | [ 9 ]  | [ 1 ]  |

## Religion
Die Katholiken sind nach St. Margareta (Wilburgstetten) gepfarrt, die Protestanten nach St. Peter (Sinbronn).